# Río Negro (Rahue)
El  río Negro es un curso natural de agua que es la continuación del río Maipué en su trayecto hacia el norte en la Región de Los Lagos, le da nombre a la ciudad y comuna homónima y desemboca en el río Rahue.

## Trayecto
El río Negro nace como la continuación del río Maipué aguas abajo de la desembocadura del río López.
El curso del río pasa a 4 km de la ciudad de Río Negro.  Este río es el principal afluente del Río Rahue (Los Lagos) con el que se junta unos 8 km aguas arriba de la ciudad de Osorno (por donde cruza el río Rahue). El recorrido del río Negro es de aproximadamente 110 km desde su origen hasta el río Rahue; y su hoya hidrográfica drena la Depresión Intermedia y la vertiente oriental de la cordillera de la Costa en más de 80 km de longitud meridional.

## Caudal y régimen
La cuenca del río Rahue, desde su nacimiento en el lago Rupanco hasta su junta en el río Bueno, que incluye también a sus afluentes, los río Forrahue, río Negro y río Damas; muestran un régimen pluvial, ya que los caudales mayores ocurren como resultado de importantes aportes de lluvias invernales. El río Coihueco no se incluye en esta subcuenca ya que muestra un carácter pluvio – nival, similar al observado en la subcuenca de los afluentes del lago Ranco. En años lluviosos las crecidas ocurren entre mayo y julio, producto de importantes aportes pluviales. En años normales y secos los mayores caudales también se observan en invierno, entre junio y agosto. El período de menores caudales se presenta en el trimestre dado por los meses de enero, febrero y marzo.: 58 
Entre los afluentes del Rio Negro, podemos encontrar el Río Sagllue el, Río Chifin, el Rio Blanco, y los siguientes esteros, estero Futacoihueco, estero Huilma, estero Riachuelo, estero Lliuco, y estero Del Crucero, entre otros.

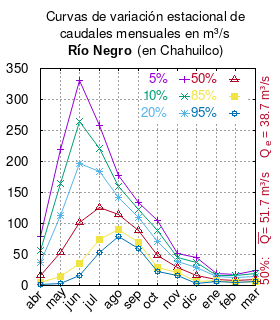
Curvas de variación estacional del río Negro en Chahuilco.

El caudal del río (en un lugar fijo) varía en el tiempo, por lo que existen varias formas de representarlo. Una de ellas son las curvas de variación estacional que, tras largos periodos de mediciones, predicen estadísticamente el caudal mínimo que lleva el río con una probabilidad dada, llamada probabilidad de excedencia. La curva de color rojo ocre (con {\displaystyle {\color {Red}\vartriangle }}) muestra los caudales mensuales con probabilidad de excedencia de un 50%. Esto quiere decir que ese mes se han medido igual cantidad de caudales mayores que caudales menores a esa cantidad. Eso es la mediana (estadística), que se denota Qe, de la serie de caudales de ese mes. La media (estadística) es el promedio matemático de los caudales de ese mes y se denota {\displaystyle {\overline {Q}}}. 
Una vez calculados para cada mes, ambos valores son calculados para todo el año y pueden ser leídos en la columna vertical al lado derecho del diagrama. El significado de la probabilidad de excedencia del 5% es que, estadísticamente, el caudal es mayor solo una vez cada 20 años, el de 10% una vez cada 10 años, el de 20% una vez cada 5 años, el de 85% quince veces cada 16 años y la de 95% diecisiete veces cada 18 años. Dicho de otra forma, el 5% es el caudal de años extremadamente lluviosos, el 95% es el caudal de años extremadamente secos. De la estación de las crecidas puede deducirse si el caudal depende de las lluvias (mayo-julio) o del derretimiento de las nieves (septiembre-enero).

## Historia
Durante el siglo XIX e inicios del siglo XX este río fue utilizado como vía y medio de comunicación y transporte entre Riachuelo, Río Negro y Osorno. 
Francisco Solano Asta-Buruaga y Cienfuegos escribió en 1899 en su obra póstuma Diccionario Geográfico de la República de Chile sobre el río:
Río Negro. — Río de mediano caudal y de pocos kilómetros de curso, que corre principalmente por la parte sur del departamento de Osorno, y es afluente notable del Rahue de este mismo en cuya izquierda entra junto al caserío de Caipulli y á siete kilómetros más arriba de la ciudad de Osorno. Tiene origen en la serranía selvosa del lado norte del departamento de Llanquihue; formándose al principio de pequeñas corrientes de agua de los derrames boreales de esa serranía y del río Maipué. En seguida recibe por su derecha los riachuelos de Chifin y Forrahue y por la izquierda los procedentes del O. denominados Río Blanco, Llahuinco, Huilma, &c. Las riberas de todos comprenden, en su mayor extensión, terrenos cultivables y de abundantes pastos y maderas.